# Eleição para o Senado federal pela Indiana em 2006
A eleição para o senado do estado americano da Indiana em 2006 foi realizada em 7 de novembro de 2006. A eleição foi vencida pelo republicano Richard Lugar.
Lugar não enfrentou oposição do Partido Democrata. A  eleição para o Senado da Indiana foi a única em 2006, que o titular não enfrentou um desafiador do outro maior partido.
Lugar venceu a eleição com 87% dos votos. No maior colégio eleitoral do estado, o Condado de Marion (Indiana) Lugar teve 89% dos votos, em Condado de Lake (Indiana) Lugar teve 82% dos votos, em Condado de Allen (Indiana) teve 89% dos votos.